# Katastrofa górnicza w Tabas
Katastrofa górnicza w Tabas – katastrofa, do której doszło 21 września 2024 roku w kopalni węgla kamiennego Tabas Parvadeh 5. W wyniku wybuchu metanu, śmierć poniosło 51 osób, a 20 zostało rannych. 
Kopalnia Tabas Parvadeh 5 jest własnością Madanjoo Company. Zajmuje znaczny obszar, a rezerwy węgla kopalni uważane są za jedne z największych w kraju. Okolice miasta Tabas odpowiadają za 76% krajowej produkcji węgla.
21 września 2024 roku o godzinie 21:00 na głębokości 250 metrów doszło do wycieku, a następnie wybuchu metanu. W chwili wybuchu w kopalni pracowało 69 osób. Feralnego dnia wszyscy pracownicy znajdowali się w blokach B lub C. Podczas początkowej akcji ratunkowej duże ilości gazu metanowego wydostały się w obu blokach. W bloku B znajdowało się 47 pracowników, a 22 w bloku C. W eksplozji zginęło 51 górników, a pozostali zostali ewakuowani z obszaru katastrofy i przetransportowani do szpitala.